# Дмитряшевский сельсовет
Дмитряшевский сельсове́т — сельское поселение в Хлевенском районе Липецкой области.
Административный центр — село Дмитряшевка.

## История
В соответствии с законами Липецкой области № 114-оз от 02.07.2004 и № 126-оз от 23.09.2004 сельсовет наделён статусом сельского поселения, установлены границы муниципального образования.

## Население
| 2009  | 2010  | 2012  | 2013  | 2014  | 2015  | 2016  |
| ----- | ----- | ----- | ----- | ----- | ----- | ----- |
| 2296  | ↘2206 | ↘2175 | ↗2186 | ↗2216 | ↘2185 | ↗2233 |
| 2017  | 2018  | 2021  |       |       |       |       |
| ↘2229 | ↗2233 | ↘2063 |       |       |       |       |

## Состав сельского поселения
| № | Населённый пункт | Тип населённого пункта       | Население |
| - | ---------------- | ---------------------------- | --------- |
| 1 | Аникеевка        | деревня                      | ↗39       |
| 2 | Гудовка          | деревня                      | ↘387      |
| 3 | Дмитряшевка      | село, административный центр | ↘1570     |
| 4 | Долгое           | село                         | ↗9        |
| 5 | Муравьевка       | село                         | ↘201      |

## Местное самоуправление
Главы администрации
- 1990 - 1992 — Коротких Николай Адександрович
- 1992 - 2004 — Родионов Василий Федорович
- 2004 - 2014 — Пополитов Иван Александрович
- и. о. 2014 - 2015 Головина Ольга Владимировна
- 2015 - 2022 — Дедов Александр Викторович
- 31.10.2022 - н.в. — Павленко Сергей Вячеславович